# Aaslaug Aasland
Aaslaug Aasland, née le 11 août 1890 à Sandnes (Norvège) et morte le 30 août 1962 à Oslo (Norvège), est une femme politique norvégienne membre du Parti travailliste. Elle est ministre consultative puis ministre des Affaires sociales de 1945 à 1953. Elle est la première femme ministre de plein exercice en Norvège.

## Biographie
Elle est la fille de Hans Aasland (1855–1901) et Hanna Marie Nielsen (1857–1957). Elle passe l'examen artium en 1916, intègre l'université du Roi-Frédéric et obtient un diplôme en droit en 1922. Elle travaille pendant une courte période pour le magistrat du district d'Alta, puis pour le Conseil national des femmes norvégiennes (en) de 1924 à 1931, comme inspectrice des prisons de 1931 à 1936 et inspectrice du travail de 1936 à 1945. En 1945, elle est brièvement directrice de la prison pour femmes de Bredtveit, qui avait été un camp de concentration pendant l'occupation de la Norvège par l'Allemagne nazie durant la Seconde Guerre mondiale.
Plus tard dans l'année 1945, elle devient ministre consultative au ministère des Affaires sociales dans le second gouvernement du Premier ministre Einar Gerhardsen. Elle occupe ce poste jusqu'en 1948 puis succède à Sven Oftedal (en) comme ministre des Affaires sociales. Elle est la première femme à accéder à la tête d'un ministère gouvernemental (Kirsten Hansteen l'avait précédée en 1945, mais comme ministre consultative), et aussi la première femme ministre du gouvernement appartenant au Parti travailliste. Elle est également membre du conseil municipal d'Oslo de 1945 à 1947.
Le bilan de l'action politique d'Aaslaug Aasland est mitigé. Selon l'historien et politologue Trond Nordby, son influence était particulièrement faible au sein du gouvernement : elle « ne pouvait rien faire ».
Elle travaille ensuite comme secrétaire assistante au ministère des Affaires sociales. Elle est également membre du conseil d'administration de l'Aide du peuple norvégien (en). Elle meurt en 1962 à Oslo.